# Blues for Smoke
Blues for Smoke est un album de jazz du pianiste Jaki Byard.

## Descriptif
Cet album est le premier que le pianiste enregistre sous son nom et choisit pour l’occasion de ne pas être accompagné par d’autres musiciens. Byard étale ici tout son talent et démontre sa maitrise de tous les styles, du stride à la James P. Johnson au free jazz à la Cecil Taylor.

## Titres
Tous les morceaux sont composés par Jaki Byard.
1. Journey/Hollis Stomp/Milan to Lyon (5:57)
2. Aluminum Baby (4:32)
3. Pete and Thomas (Tribute to the Ticklers) (3:41)
4. Spanish Tinge No 1 (4:12)
5. Flight of the Fly (5:44)
6. Blues for Smoke (4:52)
7. Jaki's Blues Next (2:07)
8. Diane's Melody (5:05)
9. One Two Five (2:40)

## Musiciens
- Jaki Byard – piano